# Senftenberg (Niederösterreich)
Senftenberg ist eine Marktgemeinde mit 1917 Einwohnern (Stand 1. Jänner 2025) im Bezirk Krems-Land in Niederösterreich. Die Gemeinde liegt im Weinbaugebiet Kremstal im südlichen Waldviertel. Mit einer Fläche von 34,76 Quadratkilometern zählt Senftenberg flächenmäßig zu den kleineren Gemeinden Niederösterreichs. Durch den Einfluss der Landwirtschaft, insbesondere des Weinbaues ist Senftenberg bis heute ländlich geprägt. Das Wahrzeichen der Gemeinde ist die Burgruine Senftenberg.

## Geographie

### Gemeindegliederung
Senftenberg liegt im Weinbaugebiet Kremstal im nördlichen Niederösterreich. Der Hauptort liegt auf 254 m ü. A., gemessen beim Gemeindeamt im Ortszentrum Senftenberg. Die Gemeinde besteht aus sechs Katastralgemeinden und gleichzeitig Ortschaften (Einwohner Stand 1. Jänner 2025):
- Imbach (350 ha; 567 EW) samt Gries, Hofstatt, Platzl und Waldschlößl
- Meislingeramt (636 ha; 30 EW)
- Priel (128 ha; 189 EW)
- Reichaueramt (863 ha; 61 EW)
- Senftenberg (441 ha; 969 EW) samt Schwarze Wand
- Senftenbergeramt (1060 ha; 101 EW)

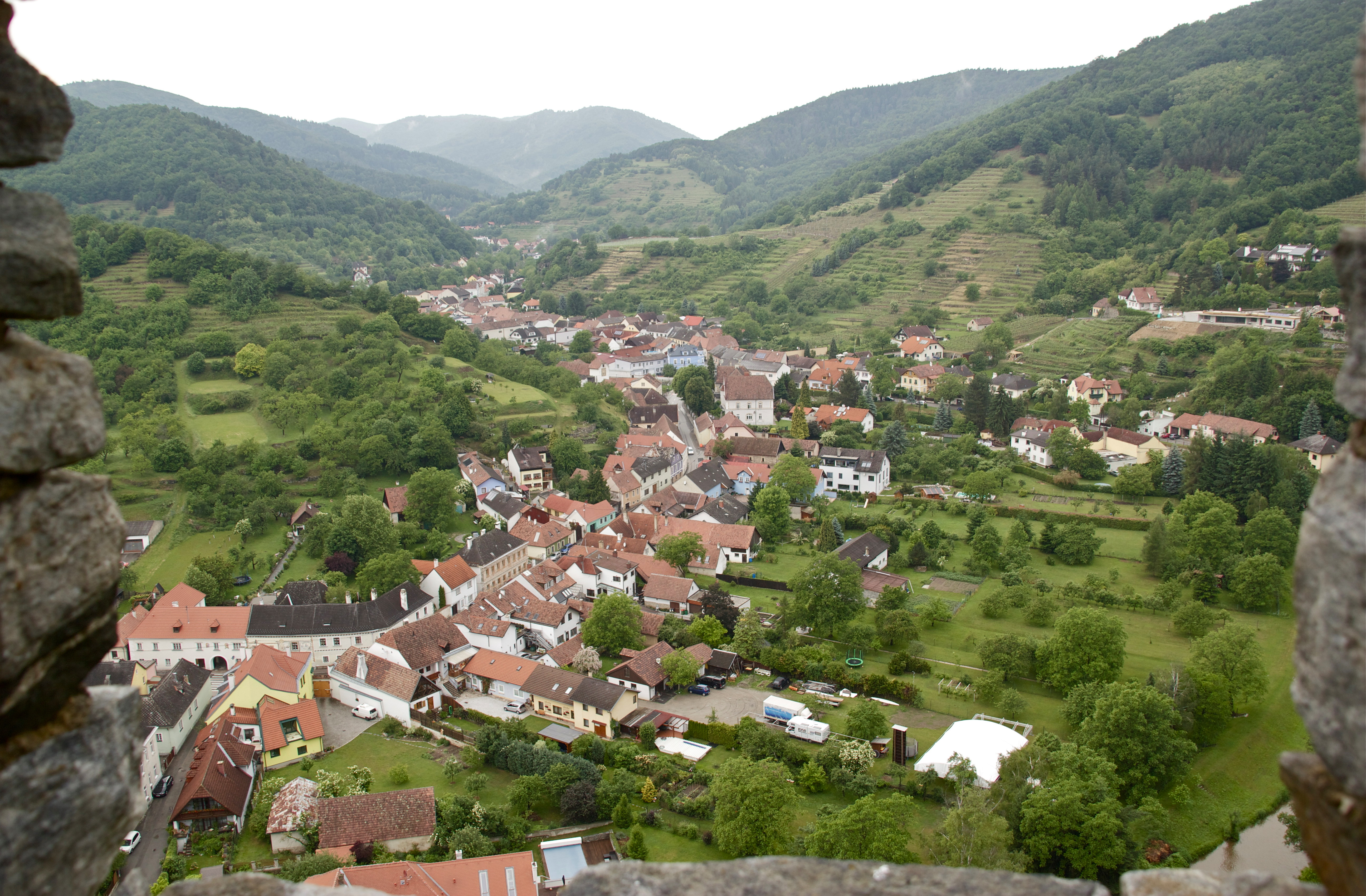
Blick von der Burgruine auf den Ortsteil Senftenberg

Die Ortsteile Imbach und Senftenberg sind dicht besiedelt und beherbergen die meisten Einwohner. Priel, Senftenbergeramt, Meislingeramt und Reichaueramt sind etwas weiter vom Gemeindezentrum in Senftenberg abgelegen. Die Katastralgemeinden Meislingeramt, Senftenbergeramt, Senftenberg und Imbach liegen auf einer Hauptstraße.

### Flächennutzung und Geologie
Die Gesamtfläche von Senftenberg beträgt 34,76 Quadratkilometer. Rund 75 % davon sind bewaldet.
Die Landschaft ist von niedrigen Erhebungen, welche teils bewaldet sind, geprägt. Die Ortsteile bestehen bis auf Senftenberg und Imbach nur aus einem Wohnzentrum und sind durch Landstraßen, die neben den großflächigen Weinbaugebieten führen, verbunden. Hierzu werden die Sorten Grüner Veltliner und Riesling bevorzugt angebaut. Die Gesteinsschichten bestehen aus Graniten und Gneisen. Im Boden kann man außerdem reichlich Lehm und Löss finden.

### Nachbargemeinden
|                    | Gföhl                                       | Droß      |
| Weinzierl am Walde | Kompassrose, die auf Nachbargemeinden zeigt | Stratzing |
|                    | Dürnstein                                   | Krems     |

Die nächstgelegenen Städte sind: Krems, Dürnstein, Gföhl, Zwettl, Horn und Langenlois.

### Klima
Senftenberg hat ein leichtes Reizklima mit häufigem Nordwind, welches auch als kontinental geprägt zu bezeichnen ist. Im Sommer ist es während des Tages recht warm, jedoch kommen Hitze- oder Schwüleperioden nur selten vor; die Nächte bringen starke Abkühlung. Das Klima ist sehr sonnig und trocken; der Niederschlag erreicht kaum die 1.000 Millimeter-pro-Jahr Marke. Im Sommer liegt die Durchschnittstemperatur um 25 °C. Im Winter herrschen Temperaturen um 3 °C; Schnee ist aber rar. In allen Jahreszeiten ist Nebel eher selten und dauert meistens nur sehr kurze Zeit an.

## Geschichte
Der Name Senftenberg ist erstmals 1197 durch Ruedeger de Senftenberc belegt. Ausgangspunkt der Gründung dieser Gemeinde war das Schloss Senftenberg.

## Bevölkerung
| Senftenberg: Einwohnerzahlen von 1869 bis 2025      | Senftenberg: Einwohnerzahlen von 1869 bis 2025 | Senftenberg: Einwohnerzahlen von 1869 bis 2025 | Senftenberg: Einwohnerzahlen von 1869 bis 2025 | Senftenberg: Einwohnerzahlen von 1869 bis 2025 |
| --------------------------------------------------- | ---------------------------------------------- | ---------------------------------------------- | ---------------------------------------------- | ---------------------------------------------- |
| Jahr                                                |                                                |                                                |                                                | Einwohner                                      |
| 1869                                                | 1869                                           |                                                | 1.694                                          | 1.694                                          |
| 1880                                                | 1880                                           |                                                | 1.639                                          | 1.639                                          |
| 1890                                                | 1890                                           |                                                | 1.654                                          | 1.654                                          |
| 1900                                                | 1900                                           |                                                | 1.776                                          | 1.776                                          |
| 1910                                                | 1910                                           |                                                | 2.015                                          | 2.015                                          |
| 1923                                                | 1923                                           |                                                | 1.965                                          | 1.965                                          |
| 1934                                                | 1934                                           |                                                | 1.907                                          | 1.907                                          |
| 1939                                                | 1939                                           |                                                | 1.922                                          | 1.922                                          |
| 1951                                                | 1951                                           |                                                | 2.017                                          | 2.017                                          |
| 1961                                                | 1961                                           |                                                | 1.875                                          | 1.875                                          |
| 1971                                                | 1971                                           |                                                | 1.937                                          | 1.937                                          |
| 1981                                                | 1981                                           |                                                | 1.986                                          | 1.986                                          |
| 1991                                                | 1991                                           |                                                | 2.067                                          | 2.067                                          |
| 2001                                                | 2001                                           |                                                | 1.971                                          | 1.971                                          |
| 2011                                                | 2011                                           |                                                | 1.888                                          | 1.888                                          |
| 2021                                                | 2021                                           |                                                | 1.914                                          | 1.914                                          |
| 2025                                                | 2025                                           |                                                | 1.917                                          | 1.917                                          |
| Quelle(n): Statistik Austria, Gebietsstand 1.1.2021 |                                                |                                                |                                                |                                                |

### Bevölkerungsentwicklung
Das Gemeindegebiet ist mit einer Bevölkerungsdichte von 56 Einwohnern je Quadratkilometer vergleichsweise eher dünn besiedelt (zum Vergleich: Niederösterreich hat 83, Österreich 98 Einwohner je Quadratkilometer). Wie in vielen kleineren Orten in Niederösterreich setzte in den letzten Jahren eine Tendenz zur Abwanderung in die umliegenden Städte und nach Wien ein, auch wenn diese erst später begonnen hat.
Die erste Bevölkerungszählung im Jahr 1869 verzeichnete 1649 Einwohner. Danach setzte eine Verminderung mit anschließendem großem Zuwachs ein und im Jahr 1910 konnten bereits 2015 Einwohner gezählt werden, welche beinahe an das Bevölkerungsmaximum in der Geschichte von Senftenberg reichte. Infolge der beiden Weltkriege verringerte sich die Bevölkerung, bis sie mit dem Ende des Zweiten Weltkrieges wieder die 2000-Marke auf 2017 Personen überschritt. Wie auch im zugehörigen Bezirk und Bundesland fiel die Bevölkerung binnen zehn Jahren rasant herunter. Bis 1991 setzte wieder ein großer Bevölkerungsanstieg ein und mit 2067 Einwohnern wurde der Höchststand in der Geschichte von Senftenberg verzeichnet. Seitdem geht die Einwohnerzahl zurück und fiel bei der Volkszählung vom 15. Mai 2001 unter 2000 Einwohner. Maßgebend dafür war neben der schwachen Geburtenbilanz (Vergleich 1991 zu 2001: +2) die vor allem negative Wanderungsbilanz (−98). Insbesondere bei der Wanderungsbilanz liegt Senftenberg (−4,7 %) deutlich unter den Werten des Bezirks Krems-Land (+3,5 %) und des Landes Niederösterreich (+5,4 %). In den Jahren 2001 bis 2011 waren sowohl Geburtenbilanz (−47) als auch Wanderungsbilanz (−36) negativ.

### Bevölkerungsstruktur
Mit Stichtag 1. Jänner 2008 betrug die Einwohnerzahl 1937 (915 männlich/1022 weiblich). Davon waren 254 Personen unter 15 Jahre (114/140), 1289 im Alter von 15 bis 60 Jahren (627/662) und 394 über 60 Jahre alt (174/220). Die meisten Frauen waren im Alter von 45 bis 49 Jahren (insgesamt 80), die meisten Männer im Alter von 40 bis 44 (insgesamt 82).

### Herkunft und Sprache
1912 (97,0 %) der Bevölkerung von Senftenberg gaben 2001 Deutsch als Umgangssprache an. Weitere 17 Personen (0,9 %) sprachen hauptsächlich serbisch, fünf (0,3 %) sprachen kroatisch, drei (0,2 %) slowenisch, zwei (0,1 %) ungarisch, zwei (0,1 %) tschechisch und die Sprachen von 30 Einwohnern waren unbekannt (1,5 %). Von der Bevölkerung (Stand 1. Jänner 2008) waren 1877 (96,9 %) Bürger österreichische Staatsbürger, 60 Einwohner (3,1 %) waren es nicht. Dabei hatten 20 (1,0 %) Einwohner von Senftenberg eine Staatsbürgerschaft von Deutschland, 12 (0,6 %) waren ehemalige jugoslawische Staatsbürger. Dahinter folgten ein Amerikaner und ein Asiate, sieben (0,4 %) Bürger waren staatenlos oder unbenannt. Im Jahre 2008 waren 5,1 % der Senftenberger in einem anderen Land als in Österreich geboren.

## Politik
Der Gemeinderat hat 19 Mitglieder.
- Mit den Gemeinderatswahlen in Niederösterreich 1990 hatte der Gemeinderat folgende Verteilung: 11 ÖVP, 7 SPÖ und 3 FPÖ.
- Mit den Gemeinderatswahlen in Niederösterreich 1995 hatte der Gemeinderat folgende Verteilung: 12 ÖVP, 6 SPÖ und 3 FPÖ.[11]
- Mit den Gemeinderatswahlen in Niederösterreich 2000 hatte der Gemeinderat folgende Verteilung: 10 ÖVP, 8 SPÖ und 3 FPÖ.[12] (21 Mitglieder)
- Mit den Gemeinderatswahlen in Niederösterreich 2005 hatte der Gemeinderat folgende Verteilung: 11 ÖVP und 8 SPÖ.[13]
- Mit den Gemeinderatswahlen in Niederösterreich 2010 hatte der Gemeinderat folgende Verteilung: 12 ÖVP und 7 SPÖ.[14]
- Mit den Gemeinderatswahlen in Niederösterreich 2015 hatte der Gemeinderat folgende Verteilung: 13 ÖVP, 5 SPÖ und 1 Grüne.[15]
- Mit den Gemeinderatswahlen in Niederösterreich 2020 hatte der Gemeinderat folgende Verteilung: 11 ÖVP, 4 SPÖ und 4 Bürgerliste Ja zur Marktgemeinde Senftenberg (JA2020).[16]
- Mit den Gemeinderatswahlen in Niederösterreich 2025 hat der Gemeinderat folgende Verteilung: 11 ÖVP, 3 SPÖ, 3 Bürgerliste Ja zur Marktgemeinde Senftenberg (JA2020) und 3 FPÖ.[17]

Bürgermeister
- bis 2005 Heinz Nuhr (ÖVP)
- 2005–2015 Karl Steger (ÖVP)
- 2015–2019 Josef Ott (ÖVP)
- 2019 Helmut Pilz (ÖVP)[18]
- 2020–2023 Stefan Seif (ÖVP)
- seit 2023 Markus Klamminger (ÖVP)

### Wappen

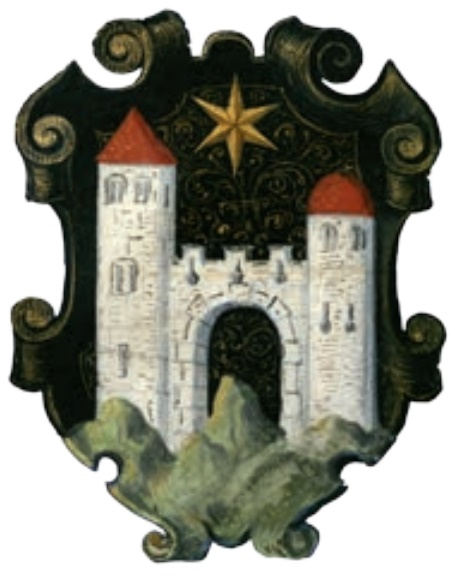
Wappen

Das Wappen von Senftenberg ist seit dem frühen Mittelalter belegt. Das Wappen stellt die Burg Senftenberg dar, die während des gesamten Mittelalters ein wichtiger Bestandteil der Region war. Am unteren Rand sind Erhebungen zu finden, die die Hügellandschaft repräsentieren, in der sich Senftenberg befindet. Ober dessen ist die Burg Senftenberg gebaut. Das Schloss leuchtet in der Nacht, um die Macht der Burg darzustellen. Der Stern repräsentiert den Sternenhimmel.

### Städtepartnerschaften
- Senftenberg in Deutschland; seit 1993. Die Stadt mit etwa 27.500 Einwohnern liegt in Brandenburg im Osten Deutschlands. Wahrzeichen sind das Schloss und der angrenzende Senftenberger See. Die beiden Städte treten bei Tourismusmessen oft gemeinsam auf.

## Religion

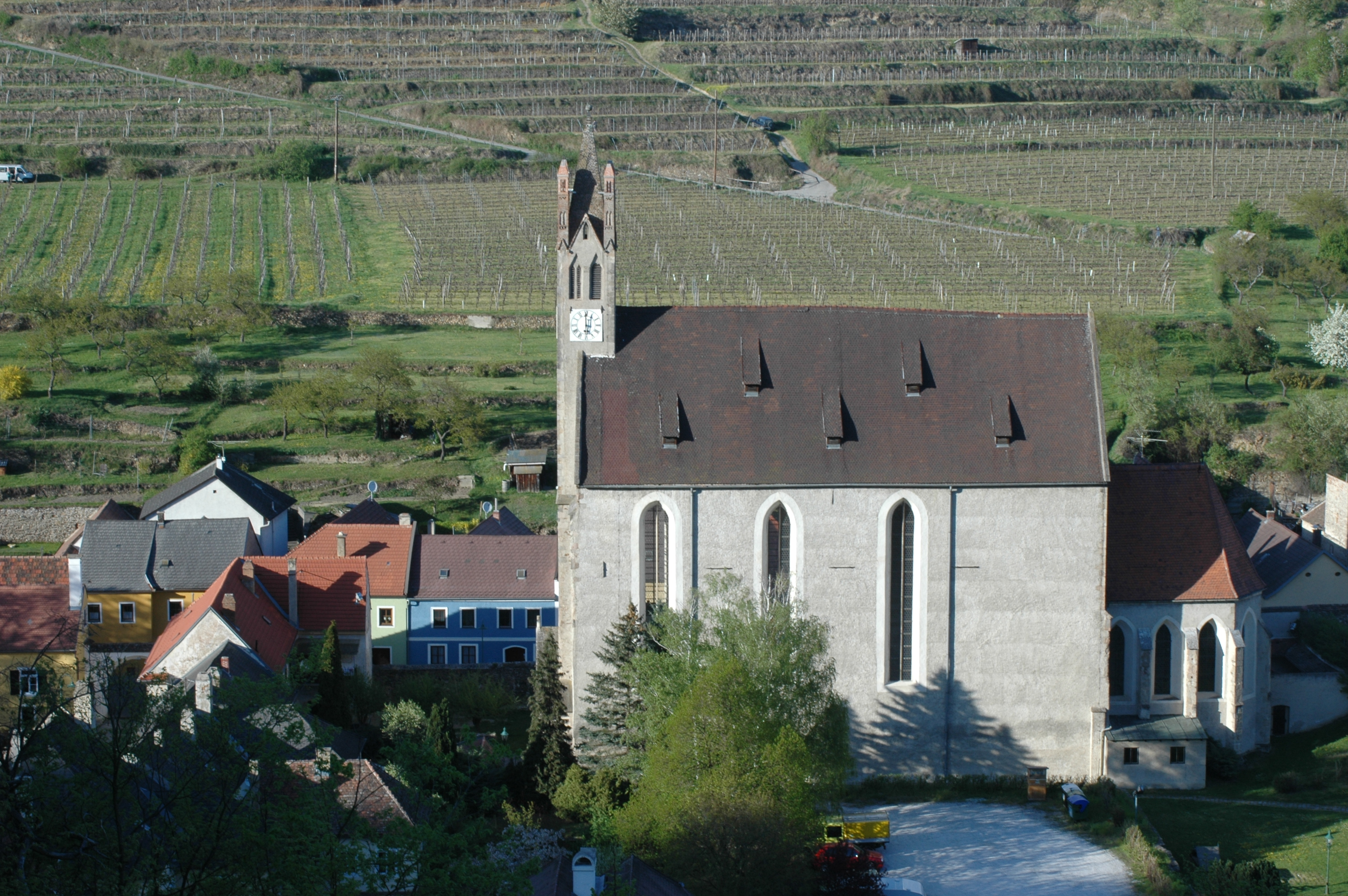
Pfarrkirche Mariä Geburt in Imbach

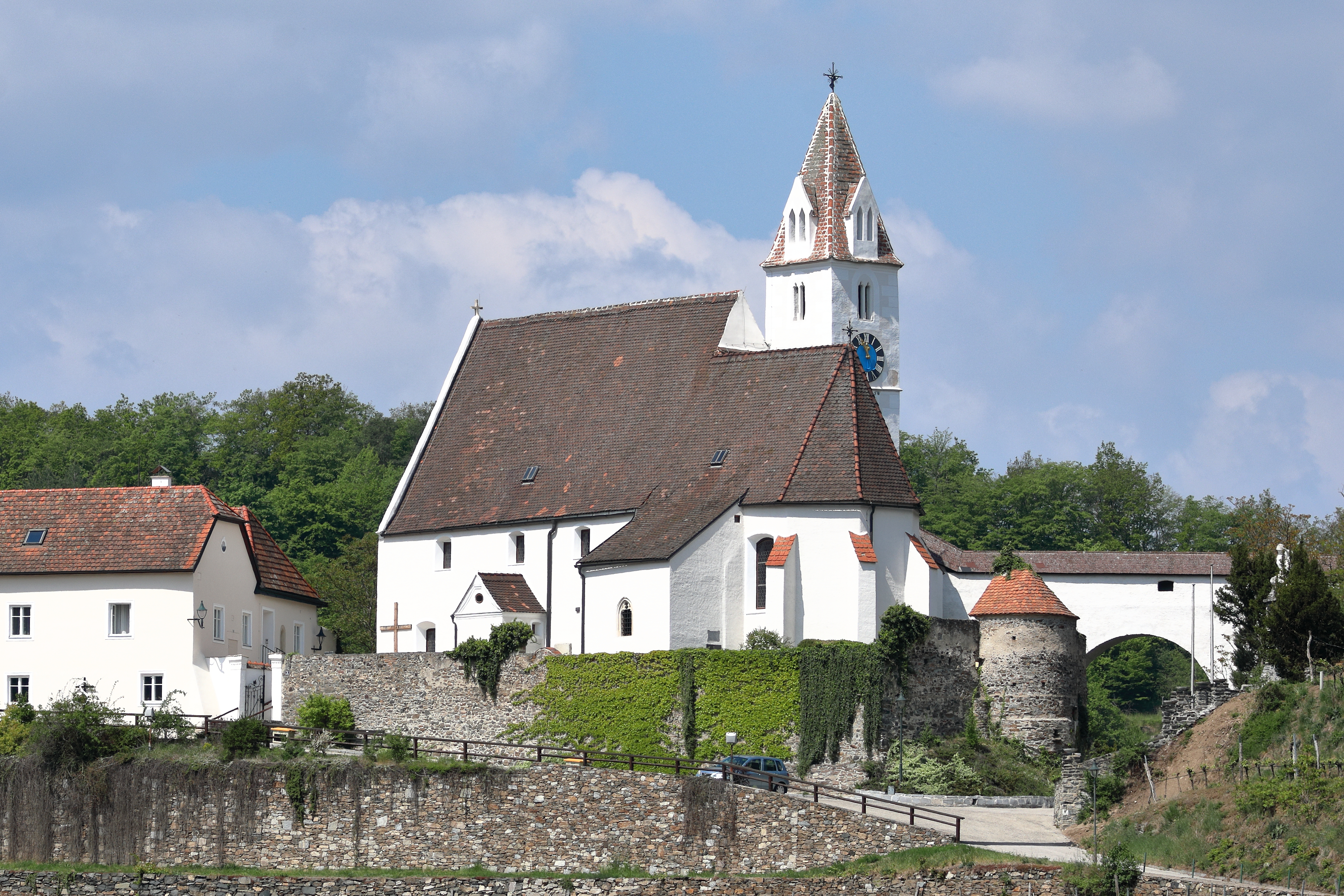
Pfarrkirche St. Andreas in Senftenberg

Der Zeitpunkt der Gründung der Pfarre Senftenberg ist nicht genau bekannt. Ein Pfarrer wird erstmals im Jahr 1368 erwähnt. Die Pfarre entstand wahrscheinlich im 12. Jahrhundert als Vikariat der Mutterkirche Krems. Grund dafür ist die bis heute bestehende Kirche St. Andreas, die im 12. Jahrhundert errichtet worden ist. Vor dieser Zeit ist auch ein Bischofsbesuch belegbar, aber lediglich als kurzer Aufenthalt bei einer Reise durch Niederösterreich. Im Laufe der Jahrhunderte entstanden noch mehrere Kirchen in der Gemeinde Senftenberg, welche aber teilweise zerstört oder aufgegeben wurden.
Der Großteil der Senftenberger Bevölkerung ist römisch-katholischer Konfession. Bei der Volkszählung 2001 betrug der Anteil der Personen mit römisch-katholischem Bekenntnis 88,5 % (1745 Personen). Dahinter folgten 1,5 % (30) mit evangelischem und 2,1 % (41) mit einer anderen Glaubensrichtung. 7,9 % (155) der Senftenberger waren ohne religiöses Bekenntnis oder ihr Bekenntnis war unbekannt.
In Senftenberg stehen zwei Kirchen und eine Kapelle.
Die Pfarrkirche Mariä Geburt befindet sich in dem Ortsteil Imbach als Teil eines Dominikanerinnenklosters. Die Kirche wurde 1759 von einem Brand großteils zerstört. Der Schaden konnte 1782 aber wieder behoben werden. Eine Antiquität innerhalb der Kirche ist die Orgel des Gebäudes, die von 1695 stammt, bis heute voll funktionsfähig ist und keine schwerwiegenden technischen Veränderungen aufweist.
Die Pfarrkirche St. Andreas befindet sich im Ortsgebiet Senftenberg und wurde im 12. Jahrhundert als Wehrkirche mit Wehrmauer errichtet. Sie liegt in der Nähe der Burgruine und wurde zunächst als Holzbauwerk errichtet. Im 18. Jahrhundert wurde der gesamte Innenraum renoviert.

## Wirtschaft und Infrastruktur

### Arbeitsstätten und Beschäftigte
Laut Arbeitsstättenzählung 2001 gab es in Senftenberg 68 Arbeitsstätten mit 322 Beschäftigten, wovon 260 unselbständige Beschäftigte waren. Wichtigste Branche in der Gemeinde ist demnach das Beherbergungs- und Gaststättenwesen mit 21 Betrieben (64 Beschäftigte). Weiterhin von Bedeutung ist die Branche Handel; Reparatur von Kfz und Gebrauchsgütern mit damals 9 Arbeitsstätten (20 Beschäftigte) sowie die Sachgütererzeugung mit 59 Beschäftigten und 9 Arbeitsstätten. Die eher geringen Beschäftigungsmöglichkeiten in der Gemeinde verursachen eine hohe Pendlerrate. Bei 163 Einpendlern waren 2001 719 Einwohner von Senftenberg außerhalb ihrer Heimatgemeinde beschäftigt.

### Land- und Forstwirtschaft
| Hühner             | 564 |
| Schweine           | 174 |
| Schafe             | 173 |
| Rinder             | 149 |
| Sonstiges Geflügel | 22  |
| Ziegen             | 9   |
| Pferde             | 6   |
| Zuchtwild          | 0   |

1999 bestanden in Senftenberg 118 land- und forstwirtschaftliche Betriebe, die insgesamt rund 766 Hektar Fläche bewirtschafteten. 23 Betriebe wurden im Haupterwerb und 95 im Nebenerwerb geführt. Kein einziger Betrieb war im Eigentum von juristischen Personen. Gegenüber 1995 hat sich der Rückgang der landwirtschaftlichen Betriebe insbesondere im Bereich der Nebenerwerbslandwirte fortgesetzt, während sich die Zahl der Betriebe im Haupterwerb um 27,8 % erhöhte. Insgesamt reduzierte sich die Zahl der landwirtschaftlichen Betriebe zwischen 1995 und 1999 um 6,3 %, während die bewirtschaftete Fläche beinahe unverändert blieb.
Insgesamt gab es bei der Viehbestand-Zählung 1999 in Senftenberg 63 Viehhalter, welche 1097 Nutztiere besaßen. Rund 51 % der Nutztiere (19 Halter) waren Hühner. Sie gehörten alle zur Kategorie Kücken und Hennen für Legezwecke, Hähne. An zweiter Stelle folgten 174 Schweine (17 Halter). Davon gehörten die meisten zur Kategorie Mastschweine.

### Weinbau
Im Zentrum des Weinbaues steht die Stadt Krems, die zu den ältesten Weinbaustätten Österreichs zählt. Krems ist auch seit 1875 Standort einer Weinbauschule und Schauplatz der Niederösterreichischen Landesweinmesse. Dadurch erstrecken sich die Weinbaugebiete bis nach Senftenberg und Umgebung. Ausschlaggebend dafür war unter anderem das ideale Klima für den Weinbau. Momentan erlebt der Weinbau in der Region aufgrund der guten Vermarktung und dem hohen Interesse einen großen Aufschwung.
In Senftenberg gab es 2001 124 Betriebe, welche 158,02 Hektar Fläche bewirtschafteten. Davon wurden 136,6 (86 %) Hektar für Weißwein und 17,74 (11 %) Hektar für Rotwein ertragsfähig genutzt. Nicht ertragsfähig wurden für Weißwein 2,99 (2 %) Hektar und für Rotwein (1 %) 1,00 Hektar bewirtschaftet. Für Rotwein wurde der Zweigelt am Flächengrößten angebaut, für Weißwein war es der Grüne Veltliner, der Weiße Riesling und der Müller-Thurgau. 111,89 Hektar wurden seit mehr als 20 Jahre, 23,05 Hektar seit zehn bis 19 Jahre, 19,09 Hektar seit drei bis neun Jahre und 3,99 Hektar unter drei Jahren betrieben.

### Verkehr und Infrastruktur
Durch Senftenberg läuft die Hauptstraße Pellingen, die ihren Namen in die jeweiligen Ortschaften Kreuzmühle, Unterm Hals, Unterer Markt, Neuer Markt, Botental und Senftenbergeramt ändert. Auf dieser Strecke verkehrt unter anderem eine Autobuslinie.
Der nächste Bahnhof, welcher sich in Krems befindet, liegt etwa 7 km von Senftenberg entfernt. Von dort aus verkehren die Züge unter anderem in die nächstgelegenen Landeshauptstädte und nach Wien. Im Jahr 1919 wurde zwischen Krems und Senftenberg eine Feldbahn errichtet, die bis 15. November bis Imbach fertiggestellt war. Diese wurde jedoch im darauffolgenden Jahr wieder abgetragen, da sich die Bahn als empfindliches Verkehrshindernis erwies.
Der nächstgelegene Flughafen ist Wien-Schwechat.

### Behörden und Einrichtungen
Neben dem Marktgemeindeamt beherbergt Senftenberg für die medizinische Versorgung einen praktischen Arzt, ein Zahnarzt, eine Apotheke und ein Ambulatorium für elektrophysikalische Medizin und Hydrotherapie.
Für Hilfe bei Notfällen gibt es eine Ortsstelle des Roten Kreuzes. Die nächste Polizei befindet sich in Gföhl.
In Senftenberg bestehen drei Freiwillige Feuerwehren: je eine in Senftenberg (gegründet 1872), in Imbach (gegründet 1884) und in Priel (gegründet 1898). Diese gehören zum Bezirksfeuerwehrkommando Krems, Abschnittsfeuerwehrkommando Krems-Land.

### Bildungseinrichtungen und Bildung
In Senftenberg befindet sich ein Niederösterreichischer Landeskindergarten mit insgesamt drei Gruppen und eine Volksschule. Die nächsten Hauptschulen und Gymnasien sind in Krems. Die nächsten Universitäten sind in Wien, St. Pölten und Krems. Ebenfalls in Krems befinden sich drei Fachhochschulen. Von den 1663 Einwohnern, die im Jahr 2001 über 15 Jahre alt waren, hatten 64 einen Hochschulabschluss, 46 hatten eine Hochschulverwandte Ausbildung, 94 hatten eine Berufsbildende Höhere Schule, 72 hatten eine Allgemeinbildende Höhere Schule, 193 hatten eine Fachschule, 594 hatten eine Lehre und 600 hatten eine Allgemeinbildende Pflichtschule, als ihre höchste abgeschlossener Ausbildung absolviert.

## Kultur und Sehenswürdigkeiten

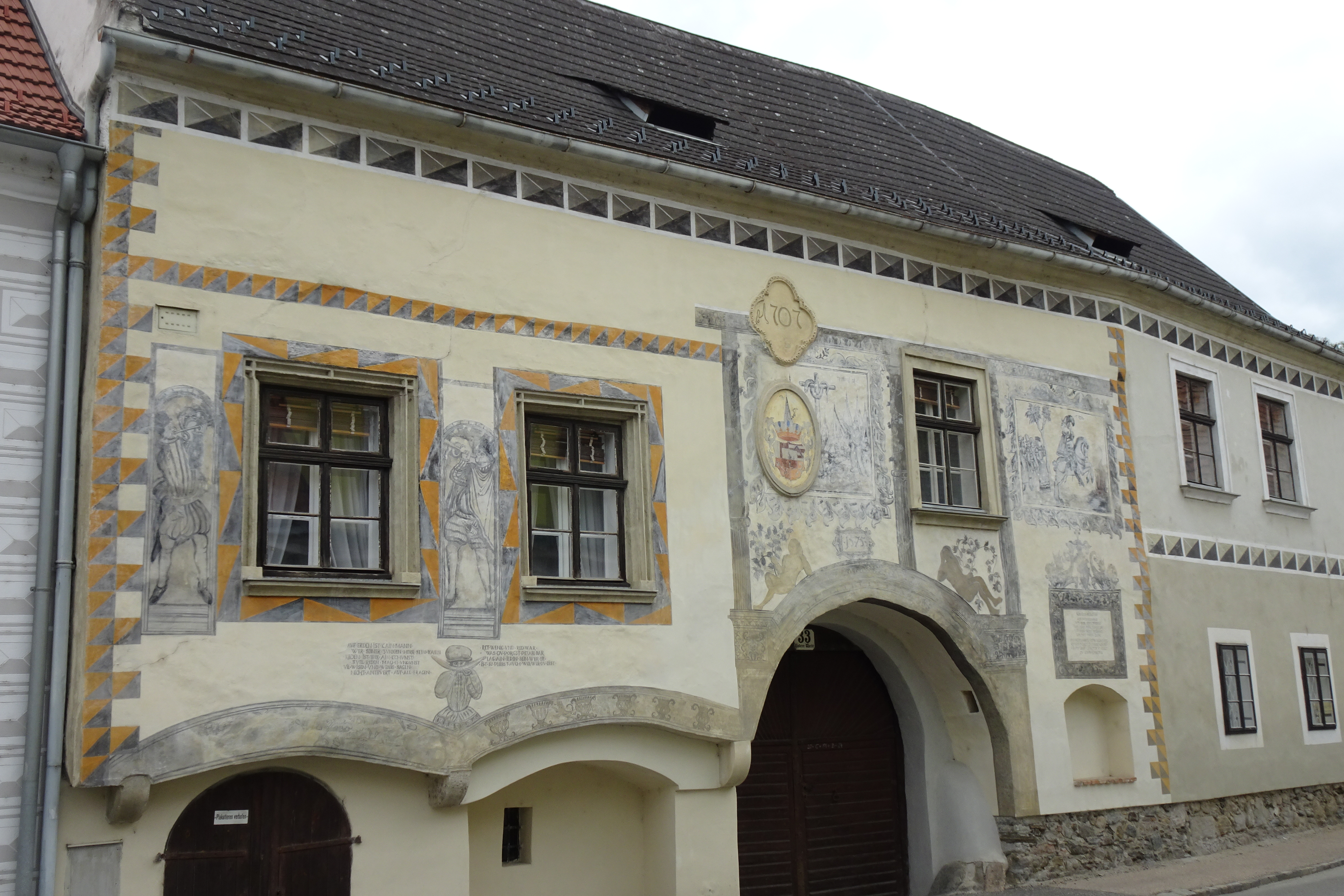
Das ehemalige Starhemberg’sche Freihaus

- Burgruine Senftenberg: Die erstmals 1197 erwähnte Burg ist das Wahrzeichen der Marktgemeinde Senftenberg. Sie befindet sich im Südosten des Ortsteiles Senftenberg. Das ehemalige umgebaute Schloss wurde im Jahr 1645 im Zuge des Dreißigjährigen Krieges von schwedischen Truppen eingenommen und ist anschließend dann dem Verfall preisgegeben worden. Seit wenigen Jahren hat der Burgruinenverein Senftenberg die Ruine auf 100 Jahre gepachtet und bemüht sich seitdem um die Renovierung des Kulturdenkmals. Markante Merkmale der Burg sind die Schildungsmauer und der verschieden förmige Turm.
- Die frühgotische Pfarrkirche Imbach Mariä Geburt (ehemalige Dominikanerinnenkirche) ist die älteste noch in dieser Form bestehende zweischiffige Hallenkirche Österreichs.
- Die gotische ehemalige Wehrkirche St. Andreas hat eine gedeckte Bogenbrücke über eine Schlucht, über die sie mit dem Aufweg zur Burg verbunden ist.
- Das Starhemberg’sche Freihaus („Sgraffitohaus“) war bis zum Jahr 1623 im Besitz einer wohlhabenden Bürgersippe, anschließend kam es in Besitz der Starhemberger, den Inhabern der Schlossherrschaft, die es als Herrenhaus, Herrschaftskanzlei und Verwalterhaus nutzten. Aufgrund der Fresken erschließt sich ein protestantischer Hintergrund der damaligen Auftraggeber.[1]
- Hiesbergwarte: Auf einem Felsplateau eines Ausläufers des Hiesberges befindet sich die Hiesbergwarte, von der man den Ort gut überblicken kann.

## Persönlichkeiten
- Franz Klamminger (1897–1957), Weinhauer, Politiker und Abgeordneter zum Landtag von Niederösterreich
- Leopold Windisch (1913–1985), Kriegsverbrecher

## Sport
In Senftenberg gibt es zahlreiche Sportvereine. Für sportliche Aktivitäten stehen ein Hallenbad, ein Tennisplatz, ein Fußballfeld, eine Kegelbahn, eine Tauchbasis sowie mehrere Wanderwege und Mountainbike-Strecken zur Verfügung. Von dem Verein „12 Apostel“ wurde vor ein paar Jahren ein Natur Wald-/Naturlehrpfad, welcher vier Stationen einschließt, errichtet. Der Schützenverein Senftenberg betreibt einen Schießstand für den Pistolen-, Gewehr- und Tontaubenschießsport.
Der im Jahr 1967 gegründete Fußballverein SC Senftenberg spielt derzeit in der 2. Klasse Wachau (achte Leistungsstufe). Die größten Erfolge waren der 3. Platz in der Unterliga in der Saison 1983/1984 und vier Meistertitel in der 1. Klasse (1976/1977 und 1981/1982) und in der 2. Klasse (1970/1971 und 1992/1993). Neben der Kampfmannschaft nimmt der Verein mit der Reservemannschaft, einer U-16-, einer U-14-, einer U-11- und einer U-9-Mannschaft an der Meisterschaft teil. Der SC Senftenberg hat 163 Mitglieder. Die Vereinsfarben sind schwarz-weiß. Die Heimstätte befindet sich im Südwesten des Ortsteiles Senftenberg.
Auf der 1415 Meter langen Motocross-Strecke im Ortsteil Imbach werden seit 1982 Rennen zur österreichischen Staatsmeisterschaft ausgetragen.